# Suho, Dobje
Suho este o localitate din comuna Dobje, Slovenia, cu o populație de 60 de locuitori.